# حمله زن ۵۰ فوتی (فیلم ۱۹۹۳)
حمله زن ۵۰ فوتی (به انگلیسی: Attack of the 50 Ft. Woman) فیلمی تلویزیونی محصول سال ۱۹۹۳ و به کارگردانی کریستوفر گست است. در این فیلم بازیگرانی همچون داریل هانا، دانیل بالدوین، فرانسیس فیشر، ویلیام ویندام، پال بندیکت، لوئیس آرکت و زاندر برکلی ایفای نقش کرده‌اند.
این فیلم بازسازی فیلم حمله زن ۵۰ فوتی محصول ۱۹۵۸ می‌باشد.